# Litoria castanea
Litoria castanea је водоземац из реда жаба и фамилије Hylidae.

## Угроженост
Ова врста је крајње угрожена и у великој опасности од изумирања.

## Распрострањење
Популациони тренд је за ову врсту непознат.

## Станиште
Природно станиште ове врсте је од 1.000 до 1.500 метара надморске висине и ендемит је Аустралије. 
Станишта врсте су мочварна подручја, речни екосистеми и слатководна подручја.